# Diego Pettorossi
Diego Aldo Pettorossi (Bologna, 13 gennaio 1997) è un velocista italiano.

## Biografia
Figlio di Mario, ex cestista dell'Olimpia Milano e della Sangiorgese.
Nel 2022 partecipa a due competizioni internazionali assolute: 
- a luglio ai XIX Giochi del Mediterraneo ad Orano (Algeria), dove giunge secondo nei 200 metri, alle spalle del turco ed ex-campione del mondo Ramil Guliyev. In questa competizione vince anche un oro in quanto componente della staffetta 4x100.
- ad agosto ai Campionati europei di Monaco di Baviera, dove corre i la batteria dei 200 metri in 20"65, giungendo secondo ed accedendo alla semifinale, non riuscendo però poi ad entrare in finale.

Nel 2024 partecipa ai Campionati europei di atletica leggera 2024 ed è tra i convocati azzurri per le Olimpiadi di Parigi.

## Progressione

### 100 metri piani
| Stagione | Tempo | Luogo       | Data      | Rank. Mond. |
| -------- | ----- | ----------- | --------- | ----------- |
| 2023     | 10"48 | Trieste     | 22-7-2023 |             |
| 2022     | 10"36 | San Antonio | 14-5-2022 |             |
| 2021     | 10"57 | Canyon      | 8-5-2021  |             |
| 2020     | 10"58 | Modena      | 9-7-2020  |             |
| 2019     | 10"52 | Imola       | 15-6-2019 |             |
| 2018     | 10"67 | Modena      | 5-5-2018  |             |
| 2017     | 10"55 | Faenza      | 24-6-2017 |             |
| 2016     | 10"68 | Modena      | 21-5-2016 |             |
| 2015     | 10"82 | Gavardo     | 17-5-2015 |             |
| 2014     | 10"70 | Rieti       | 20-6-2014 |             |
| 2013     | 10"85 | Utrecht     | 15-7-2013 |             |

### 200 metri piani
| Stagione | Tempo | Luogo     | Data      | Rank. Mond. |
| -------- | ----- | --------- | --------- | ----------- |
| 2024     | 20"45 | Poznań    | 23-6-2024 |             |
| 2024     | 20"63 | Parigi    | 5-8-2024  |             |
| 2023     | 20"84 | Nashville | 3-6-2023  |             |
| 2022     | 20"54 | Rieti     | 26-6-2022 |             |
| 2021     | 20"92 | Sestriere | 24-7-2021 |             |
| 2020     | 21"25 | Modena    | 27-6-2020 |             |
| 2019     | 21"04 | Imola     | 16-6-2019 |             |
| 2018     | 21"63 | Modena    | 6-5-2018  |             |
| 2017     | 21"44 | Modena    | 21-5-2017 |             |
| 2016     | 21"52 | Modena    | 22-5-2016 |             |
| 2015     | 22"07 | Verona    | 2-6-2015  |             |
| 2014     | 21"88 | Rieti     | 21-6-2014 |             |
| 2013     | 21"76 | Brasilia  | 2-12-2013 |             |

## Palmarès
| Anno | Manifestazione          | Sede   | Evento      | Risultato  | Prestazione | Note                                     |
| ---- | ----------------------- | ------ | ----------- | ---------- | ----------- | ---------------------------------------- |
| 2019 | Europei U23             | Gävle  | 200 m piani | Semifinale | 21"97       |                                          |
| 2019 | Europei U23             | Gävle  | 4×100 m     | 4º         | 39"96       |                                          |
| 2022 | Giochi del Mediterraneo | Orano  | 200 m piani | Argento    | 20"65       |                                          |
| 2022 | Giochi del Mediterraneo | Orano  | 4×100 m     | Oro        | 38"95       | Miglior prestazione personale stagionale |
| 2022 | Europei                 | Monaco | 200 m piani | Semifinale | 20"75       |                                          |
| 2024 | Europei                 | Roma   | 200 m piani | Semifinale | 20"88       |                                          |
| 2024 | Giochi olimpici         | Parigi | 200 m piani | Batteria   | 20"63       | [ 1 ]                                    |

## Campionati nazionali
- 1 volta campione nazionale assoluto dei 200 m piani (2022)

2013
- 5º ai campionati italiani allievi, 100 m piani - 11"28
- Argento ai campionati italiani allievi, 200 m piani - 22"41

2014
- Oro ai campionati italiani allievi, 100 m piani - 10"70
- Argento ai campionati italiani allievi, 200 m piani - 21"88

2015
- 6º ai campionati italiani juniores indoor, 60 m piani - 7"07
- Oro ai campionati italiani juniores indoor, 200 m piani - 21"86

2016
- Argento ai campionati italiani juniores indoor, 200 m piani - 21"91
- Argento ai campionati italiani juniores, 200 m piani - 21"72

2017
- 5º ai campionati italiani promesse, 100 m piani - 10"65

2018
- 8º ai campionati italiani promesse, 100 m piani - 10"79
- 6º ai campionati italiani promesse, 200 m piani - 22"01

2019
- 5º ai campionati italiani promesse indoor, 60 m piani - 6"92
- Argento ai campionati italiani promesse, 200 m piani - 21"37
- Argento ai campionati italiani promesse, 4×100 m - 40"98

2021
- 5º ai campionati italiani assoluti (Rovereto), 200 m piani - 21"15

2022
- Oro ai campionati italiani assoluti (Rieti), 200 m piani - 20"54

2023
- 7º ai campionati italiani assoluti, 200 m piani - 28"35

2024
- Argento ai campionati italiani assoluti (La Spezia), 200 m piani - 20"63

## Altre competizioni internazionali
2016
- 6º al Golden Gala Pietro Mennea ( Roma), 4×100 m - 40"19